# Coupe Dewar 1915
Navigation
Coupe Dewar 1914
La Coupe Dewar 1915 est la 17e et dernière édition de la Coupe Dewar.
Elle oppose huit clubs exclusivement de région parisienne en matchs à élimination directe. Le Stade français remporte la finale face à l'AS française et gagne ainsi son premier titre dans la compétition.
Pour la première fois, un tournoi est aussi organisé pour les équipes secondes.

## Compétition

### Équipes premières

#### Premier tour
Le premier tour a lieu le 11 avril 1915. L'Union sportive et amicale déclare forfait pour ses deux équipes,,,.
| Premier tour  | AS française | 2 – 1 | Gallia Club |  |
| 11 avril 1915 |              |       |             |  |

| Premier tour  | Cosmopolitan Club | 2 – 1 | Raincy Sports |  |
| 11 avril 1915 |                   |       |               |  |

| Premier tour  | Stade français | 6 – 1 | US Paris-Lyon-Méditerranée |  |
| 11 avril 1915 |                |       |                            |  |

| Premier tour  | SC Choisy-le-Roi | forfait | USA Clichy |  |
| 11 avril 1915 |                  |         |            |  |

#### Demi-finales
Les demi-finales ont lieu le 25 avril 1915. L'AS française fait « preuve d'une grande supériorité », marquant neuf buts par Chabrol, Brilliot, Fontaine, Milner et Bettancourt,.
| Demi-finale   | AS française | 9 – 0   | SC Choisy-le-Roi |  |  |
| 25 avril 1915 |              | (5 – 0) |                  |  |  |

| Demi-finale   | Stade français | 3 – 0 | Cosmopolitan Club |  |
| 25 avril 1915 |                |       |                   |  |

#### Finale
La finale a lieu le 2 mai 1915 au stade de la Rue Olivier-de-Serres à Paris. Le Stade français remporte la Coupe en battant l'AS française 3-2 après deux prolongations dans un match « très disputé ». Les deux équipes terminent le match à 1-1, avec un but de Craxton pour le Stade et un but de Poujet pour l'ASF. Le score est de 2-2 après une première prolongation. Craxton marque pour le Stade dans une deuxième prolongation,.
| Finale     | Stade français        | 3 – 2 a. p.           | AS française |                                          |                                          |
| 2 mai 1915 | Craxton · ? · Craxton | (? – ?, 1 – 1, 2 – 2) | Poujet · ?   | Stade de la Rue Olivier-de-Serres, Paris | Stade de la Rue Olivier-de-Serres, Paris |

### Équipes secondes

#### Premier tour
Le premier tour a lieu le 11 avril 1915,.
| Premier tour  | Cosmopolitan Club | forfait | Raincy Sports |  |
| 11 avril 1915 |                   |         |               |  |

#### Demi-finales
Les demi-finales ont lieu le 25 avril 1915,.
| Demi-finale   | AS française | forfait | SC Choisy-le-Roi |  |
| 25 avril 1915 |              |         |                  |  |

| Demi-finale   | Cosmopolitan Club | ? | Stade français |  |
| 25 avril 1915 |                   |   |                |  |

#### Finale
La finale a lieu le 2 mai 1915.
| Finale     | AS française | 9 – 0 | Cosmopolitan Club |  |
| 2 mai 1915 |              |       |                   |  |